# Araliganur, Siruguppa
Araliganur là một làng thuộc tehsil Siruguppa, huyện Bellary, bang Karnataka, Ấn Độ.